# Minecraft: История Mojang
Minecraft: История Mojang — документальный фильм, в котором описана история Mojang AB, компании разработчика игры Minecraft. Minecraft — это игра, в которой игроки могут создавать предметы, строить и добывать руду. Игроки также могут принимать участие в приключениях и скачивать мини-игры. Фильм представляет собой серию интервью с разработчиками, среди которых Маркус Перссон (Notch) и Йенс Бергенстен (Jeb). Фильм снят 2 Player Productions за счёт средств, собранных на краудфандинговой площадке Kickstarter.
Премьера фильма состоялась 22 декабря 2012 года на Xbox Live, а на следующий день он стал доступен для потоковой загрузки. 2 Player Productions также разместили фильм для свободного скачивания на торрент-треккер The Pirate Bay с призывом его покупки.
В фильме кратко появляются Yogscast и Питер Молинье.

## Описание фильма
В фильме описывается история разработки игры Minecraft компанией Mojang AB. В фильме также рассказывается о том влиянии, которое популярность Minecraft оказала на всю игровую индустрию. Из интервью с Перссоном и другими сотрудниками Mojang AB можно получить представление о том, что творилось в студии во время разработки игры.

## Саундтрек
Саундтрек к фильму написан C418, который также создал большую часть музыки и звуков для самой игры. Все 31 трека сейчас можно найти в «единственном» (One) альбоме C418. Этот диск также содержит ремиксы crashfaster, Danimal Cannon, Bud Melvin и minusbaby.